# Шульгівка (Святовасилівська сільська громада)
Шу́льгівка — село в Україні, у Святовасилівській сільській територіальній громаді Дніпровського району Дніпропетровської області. Населення — 133 мешканці.

## Географія
Село Шульгівка знаходиться за 3,5 км від лівого берега річки Комишувата Сура, на відстані 0,5 км від села Новотернуватка і за 1 км від селища Святовасилівка. По селу протікає висихний струмок. Поруч проходить автомобільна дорога Т 0420 і залізниця, станція Рясна за 1 км.

## Історія
Село заселялося переселенцями з давньої Шульгівки, частина яких повернулася з Сибіру, в який потрапила внаслідок розкуркулення.

## Населення

### Мова
Розподіл населення за рідною мовою за даними перепису 2001 року:
| Мова       | Відсоток |
| ---------- | -------- |
| українська | 90,2 %   |
| російська  | 9,8 %    |

## Інтернет-посилання
- Погода в селі Шульгівка

1. ↑  Рідні мови в об'єднаних територіальних громадах України — Український центр суспільних даних